# Siralus insularis
Siralus insularis är en skalbaggsart som beskrevs av Roger Paul Dechambre 1998. Siralus insularis ingår i släktet Siralus och familjen Dynastidae. Inga underarter finns listade i Catalogue of Life.